# جزيرة أتو
جزيرة أتو (بالإنجليزية: Attu Island)‏ هي إحدى جزر نير ضمن سلسلة جزر ألوتيان غرب ألاسكا في الولايات المتحدة الأمريكية.
وهي أبعد جزيرة في غرب ألاسكا و أقرب جزيرة من جزر كوماندر الروسي ويفصلهما خط التاريخ الدولي.
شهدت المعركة البرية الوحيدة على الأرض الأمريكية في الحرب العالمية الثانية. وهي معركة أتو. وقد تحولت أرض المعركة إلى معلم تاريخي وطني في الولايات المتحدة الأمريكية.